# 下手渡藩
下手渡藩（日语：／ Shimotedo-han */?）是位於日本陸奧國伊達郡下手渡村（現福島縣伊達市月館町下手渡）的藩，成立於文化3年6月5日（1806年7月20日），藩廳是位於字天平的下手渡陣屋，歷任藩主均是外樣大名和陣屋持，大名家是立花氏，石高為一萬石，藩校是推測在文化5年（1808年）於下手渡陣屋內創建的學問所以及安政2年（1855年）於三池新町陣屋內創建的修道館，明治元年9月3日（1868年10月18日）廢藩。人口方面，根據《天保九年三月（1838年3月26日至4月23日）御巡見案內》記載，下手渡藩城下町下手渡村的人口是63戶274人，附近五村是704戶3,323人。另一方面，根據《日本歷史地名大系》引述《福島縣史》指出，下手渡藩在明治維新時的人口為士族152人，領內人口是1,773戶9,039人。
江戶藩邸方面，《藩史大事典》指江戶屋敷位於深川高橋，上屋敷則在櫻田門內，不過江東區指下手渡藩上屋敷的遺址是在白河二丁目1、2、10、11和12番地，《日本歷史地名大系》也指出靈巖寺裏門前町（現三好二丁目）以北是下手渡藩的上屋敷，並且稱小梅五之橋町（現龜戶六丁目）以北是下手渡藩的下屋敷，《江戶三百藩 全資料冊》的說法也與此接近，指出上屋敷和下屋敷分別位於深川高橋（現白河一丁目5番地）和龜戶村（現龜戶六丁目44至51番地）。

## 歷史
下手渡村原本與上手渡村（現福島縣伊達市月館町上手渡）合稱手渡村，根據收錄於《伊達政宗紀錄事蹟考記》內天正13年8月12日（1585年9月5日）的《伊達政宗朱印狀》記載，手渡等地在當時由伊達政宗賜予遠藤宗信，文祿3年（1594年）時是蒲生氏領，其後經歷米澤藩時期後於天和2年（1682年）時為幕府領。根據《信達二郡村誌》記載，手渡村在元祿9年（1696年）分為上手渡村和下手渡村。享保15年（1730年），下手渡村雖然一度成為二本松藩預地，不過在寬保2年（1742年）又重歸江戶幕府管治。
文化3年6月5日（1806年7月20日），筑後三池藩主立花種善以一萬石移封至下手渡村而創建下手渡藩，同年12月24日（1807年2月1日）從川俁代官所接收伊達郡十村作為藩領，實高是9,998石9斗8升。翌年，種善開始着手興建下手渡陣屋，文化7年3月（1810年4月4日至5月2日）完工。天保4年3月18日（1833年5月7日），立花種溫繼任為第二任藩主，同年天保大饑荒爆發後，他通過採取各種減免，並且向貧民派米以及發佈儉約令來渡過難關，種溫本人也在天保7年（1836年）就任大坂加番，嘉永元年11月28日（1848年12月23日）收立花鐘之助為養子。翌年4月4日（1849年4月26日），鐘之助繼任為第三任藩主，即立花種恭。
嘉永3年12月12日（1851年1月13日），下手渡藩領石田村、牛坂村、飯田村和山野川村的約3,078石雖然被上知，但是獲賜舊領筑後三池郡新町、今山村、稻荷村、一部村和下里村的一部分，總共5,071石左右作為補償。文久3年6月22日和9月10日（1863年8月6日和10月22日），種恭先後就任大番頭和若年寄。慶應2年6月15日（1866年7月26日），藩領伊達郡岡村爆發世直一揆，導致領內13戶遭到打毀，同年7月15日（8月24日），種恭兼任外國奉行。
戊辰戰爭爆發後，種恭雖然在慶應4年1月10日（1868年2月3日）就任老中格和會計總裁，不過在同年1月24日（2月17日）便辭去會計總裁職務，在德川慶喜被剝奪官位後，種恭也在2月5日（2月27日）辭去老中格，並且在3月2日（3月25日）回到下手渡陣屋謹慎。同年3月30日（4月22日），他從下手渡乘船出發前往京都，在與柳川宗家商討後決定支持新政府。另一方面，下手渡藩卻以家老屋山外記為代表，參與了奧羽列藩同盟。對此，仙台藩以下手渡藩違反盟約為由，在8月14日（9月29日）攻進藩領御代田村，兩天後攻進下手渡陣屋，城下町化作焦土，晚一天抵達的柳河藩援軍直至8月25日（10月10日）為止在下手渡藩領內與仙台藩激戰。明治元年9月3日（1868年10月18日），種恭獲任命為三池藩主，下手渡藩領也成為三池藩的分領而廢藩，並且在小島村的興隆寺設置臨時陣屋，其後在9月9日（1868年10月24日），抵達江戶的種恭原本打算率兵前往下手渡，不過在得悉會津藩投降後作罷。

## 歷任藩主
| 大名家 | 家格            | 藩主     | 石高   |
| ------ | --------------- | -------- | ------ |
| 立花氏 | 外樣大名 陣屋持 | 立花種善 | 一萬石 |
| 立花氏 | 外樣大名 陣屋持 | 立花種溫 | 一萬石 |
| 立花氏 | 外樣大名 陣屋持 | 立花種恭 | 一萬石 |

## 領地
下手渡藩的領地如下，基於相給，領地也有可能同時是皇室領、幕府領、其他藩領、旗本領或寺社領。
| 令制國 | 郡     | 町村 數目 | 領地                                                 |
| ------ | ------ | --------- | ---------------------------------------------------- |
| 陸奧國 | 伊達郡 | 6村       | 小島村、小神村、下手渡村、西飯野村、羽田村、御代田村 |
| 筑後國 | 三池郡 | 1町 4村   | 新町、一部村、今山村、下里村、稻荷村                 |

## 外部連結
- . kotobank （日语）.